# ナビオス横浜
ナビオス横浜（ナビオスよこはま）は、神奈川県横浜市中区新港にある宿泊施設（ホテル）。「横浜国際船員センター」とも呼ばれ、一般財団法人日本船員厚生協会が運営する船員・海事関係者のための福利厚生施設であるが、一般の人も利用可能である。また、同法人が運営するエスカル横浜（同区山下町）とは姉妹施設となっている。

## 概要
アール・アイ・エーの設計、安藤建設などの施工で建設され、1999年10月に開業した10階建て（高さ約44m）の宿泊施設である。みなとみらい地区内では13街区に当たり、ショッピングセンターの横浜ワールドポーターズと隣接している。また西側は運河パークとなっており、桜木町駅方面より臨港線の廃線跡を遊歩道として整備している汽車道が当施設の下部を通っている（後節参照）。
船員・海事関係者のための福利厚生施設として、一般財団法人日本船員厚生協会が運営を行う宿泊施設（全国7ヶ所）の一つであり、かつては全国港の宿の一つでもあった。客室数は全部で135室あり、同法人が運営する施設の中でも最大の規模を誇る。
通常の宿泊施設（ホテル）として一般の人も利用可能となっているが、船員・海事関係者は宿泊料金の特別割引サービスや日本船員福利厚生基金財団制度による宿泊補助などが受けられる。

## 建物の外観

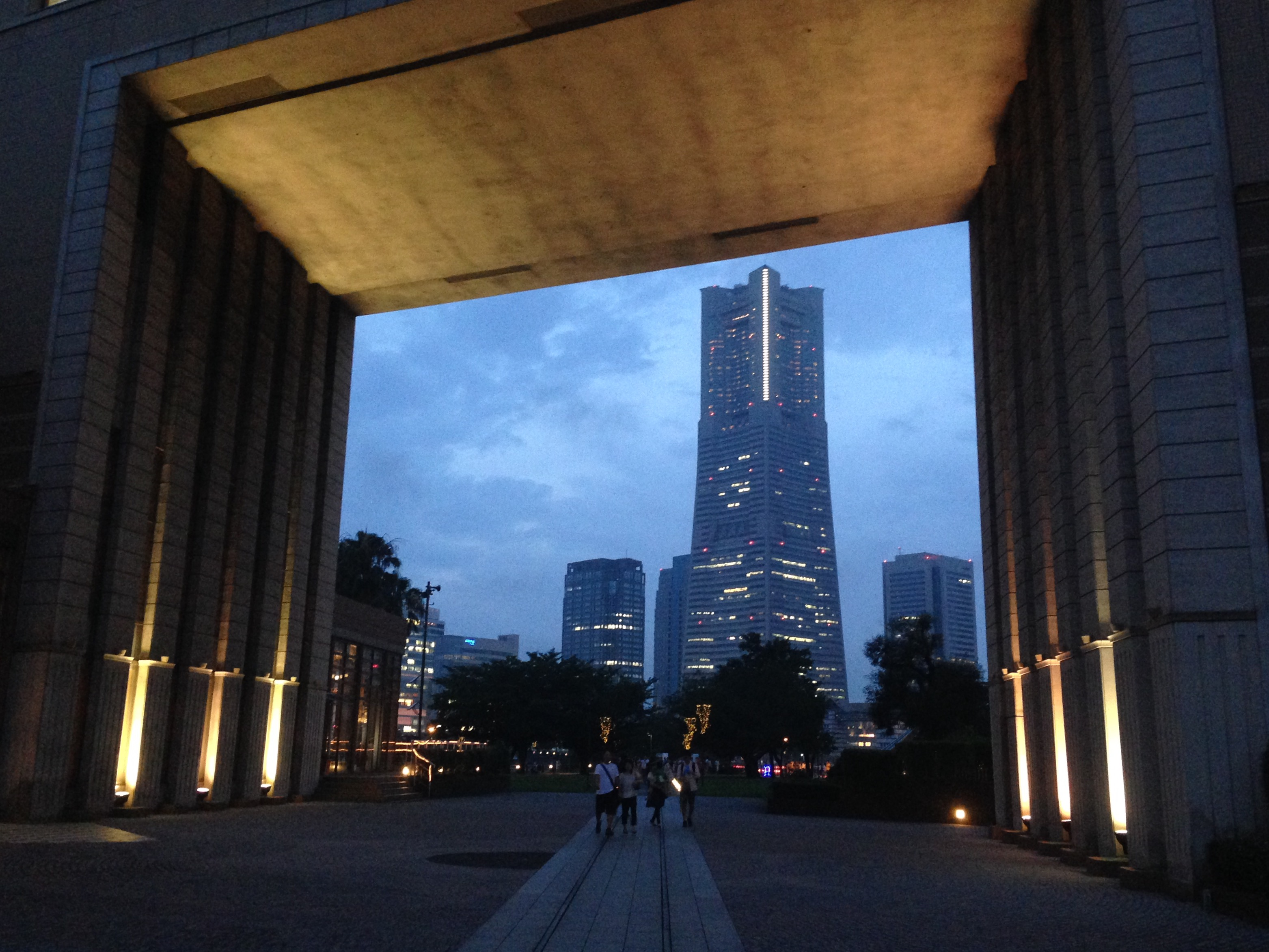
汽車道上に造られた当施設の吹き抜け越しにランドマークタワーが見える

ホテルの下部には吹き抜けがあり、遊歩道として汽車道が整備されている。この吹き抜けは「絵画の額」をモチーフとしており、運河パーク側からは横浜赤レンガ倉庫など「古き良き横浜」の景色が、反対の新港中央広場側からは横浜ランドマークタワーなど「新しい横浜」の景色が絵画のように見える設計となっている。
2000年に「第1回横浜・人・まち・デザイン賞」と「第45回神奈川県建築コンクール優秀賞」を受賞している。

## 館内施設
以下の館内施設は、ナビオス横浜の宿泊客に限らず一般客も利用可能となっている。
- フレンチレストラン「オーシャン」
- バーラウンジ「Seamen's Club」
- 宴会場・会議場

## アクセス
- みなとみらい線
  - 「馬車道駅」（4番：万国橋口）より徒歩約5分
  - 「みなとみらい駅」（クイーンズスクエア連絡口）より徒歩約10分
- JR根岸線・横浜市営地下鉄ブルーライン「桜木町駅」より徒歩約10分

## ギャラリー

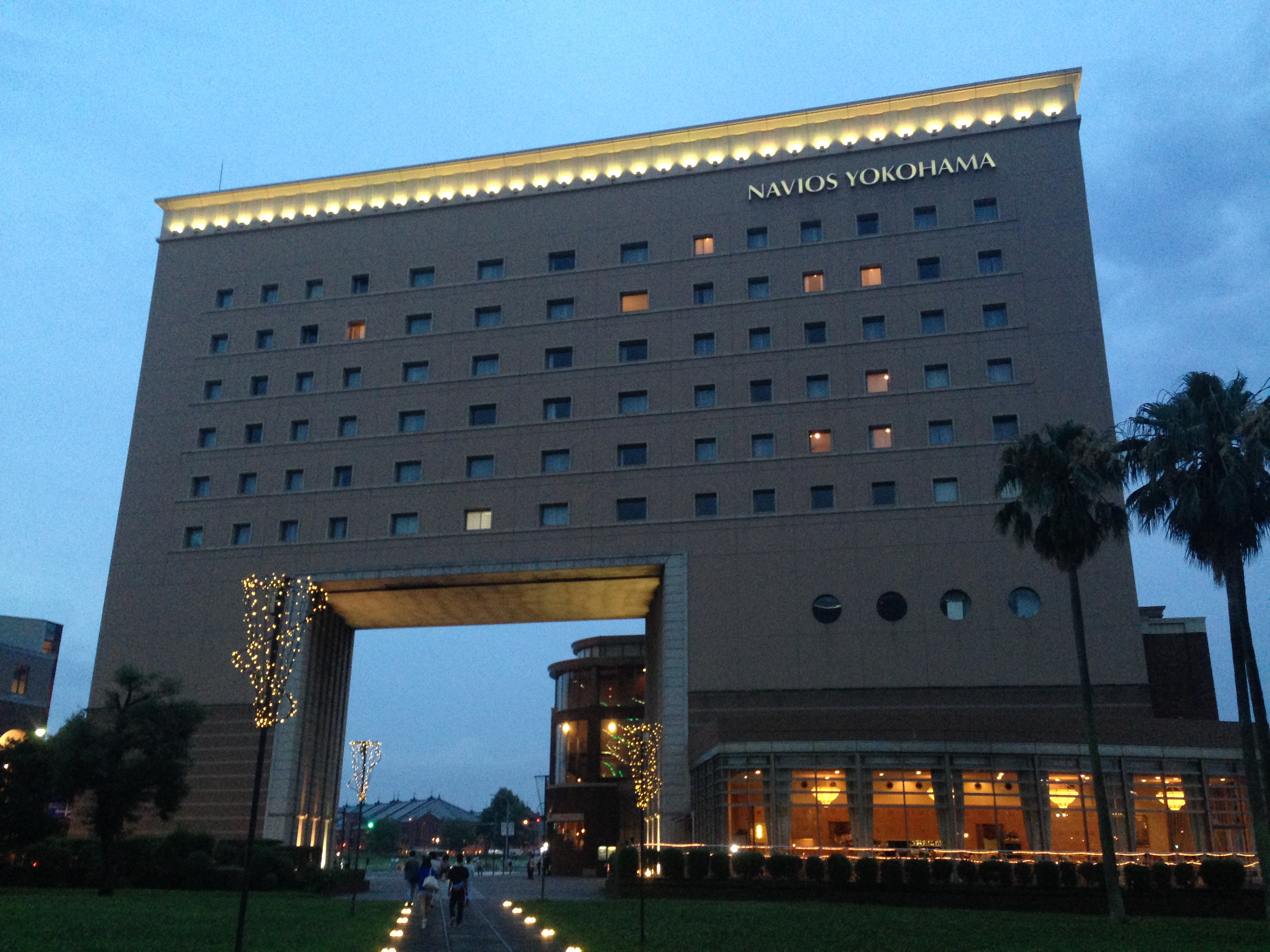
運河パーク側からの外観（夕暮れ後のライトアップ）
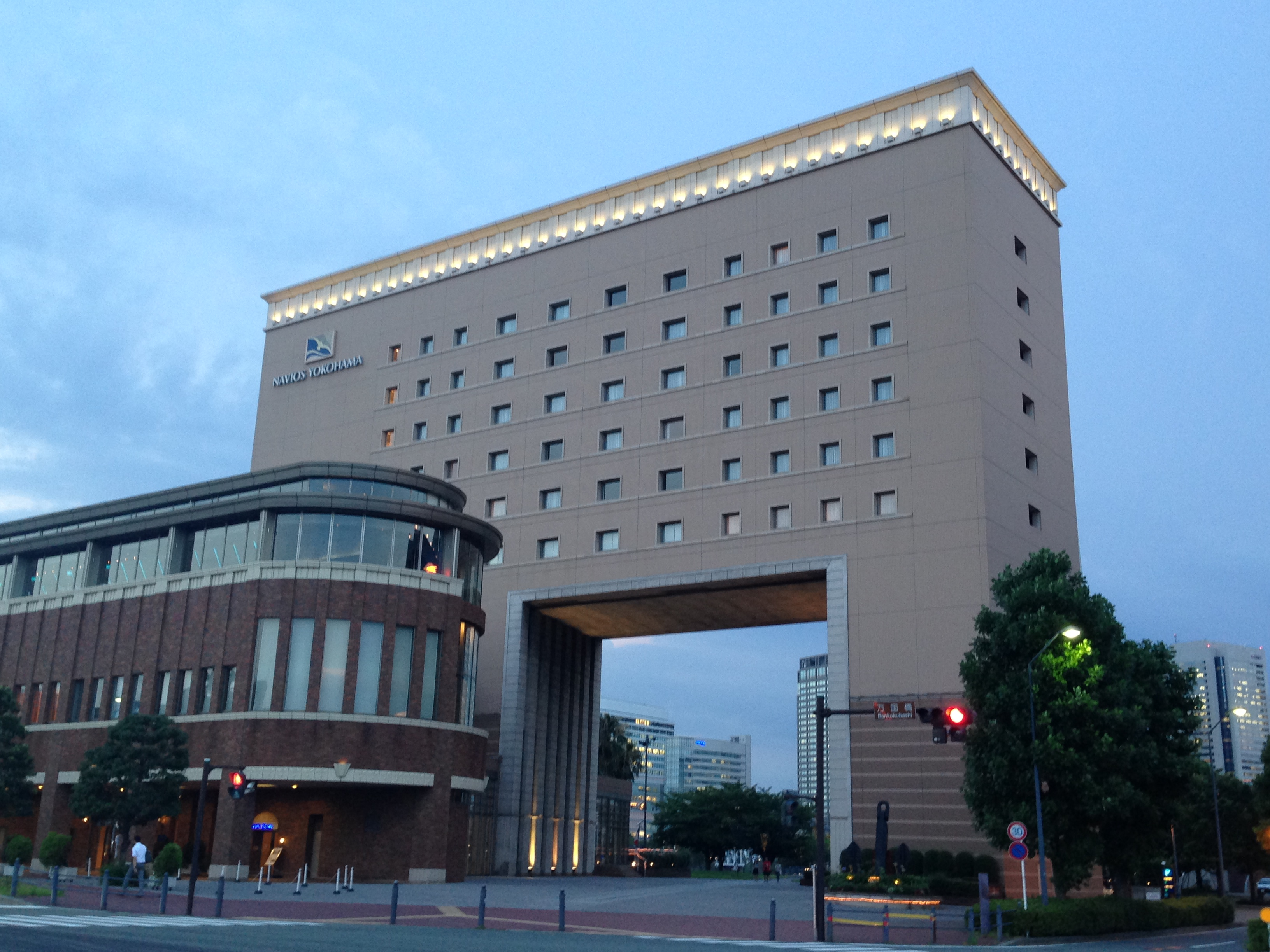
新港中央広場側からの外観
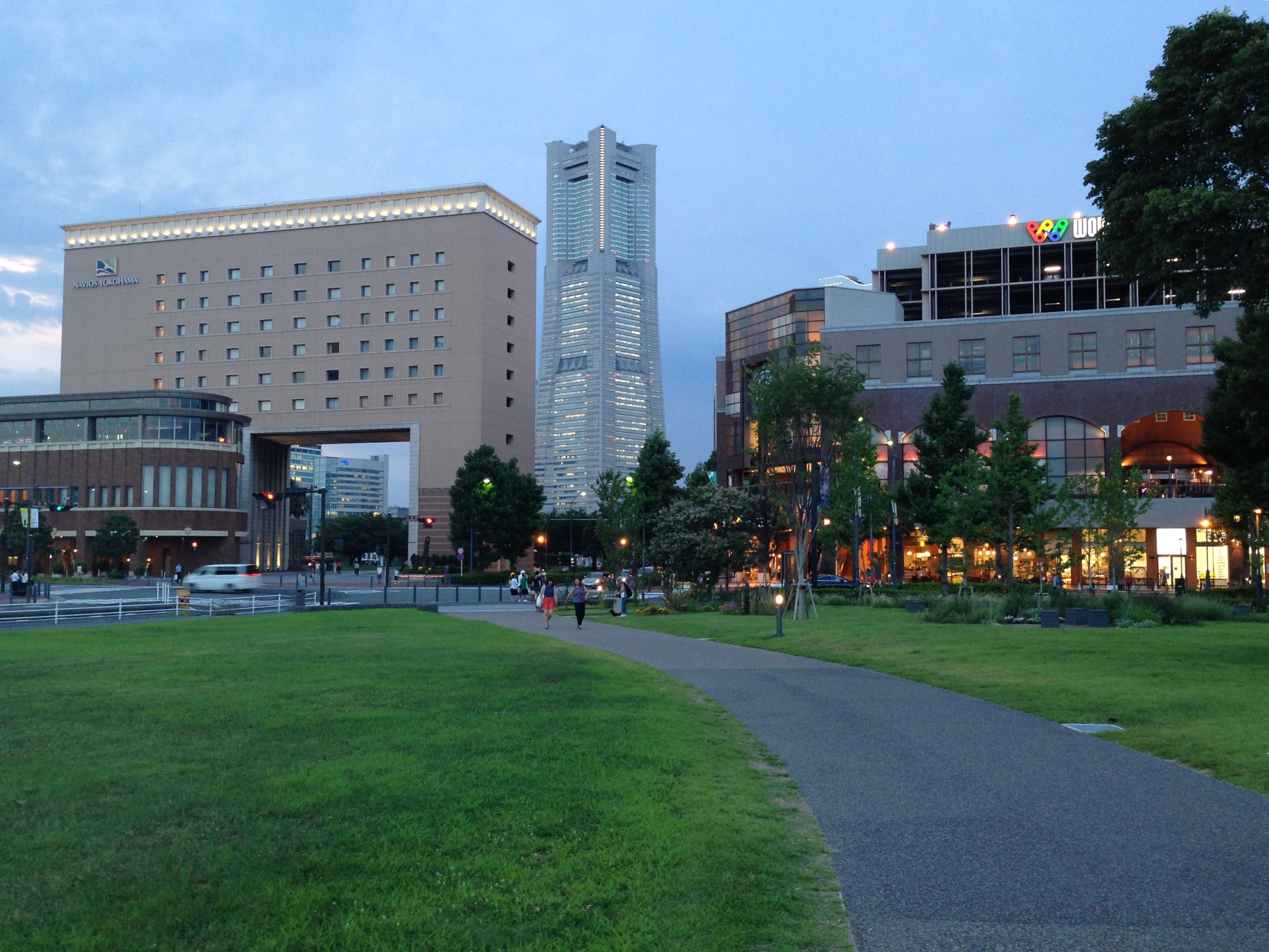
新港中央広場よりナビオス横浜と横浜ワールドポーターズを撮影